# Ancistrosyllis hartmanae
Ancistrosyllis hartmanae är en ringmaskart som beskrevs av Pettibone 1966. Ancistrosyllis hartmanae ingår i släktet Ancistrosyllis och familjen Pilargidae. Inga underarter finns listade i Catalogue of Life.